# エスタディオ・アントニオ・エレーラ・グティエレス
エスタディオ・アントニオ・エレーラ・グティエレス（Estadio Antonio Herrera Gutiérrez）は、ベネズエラのララ州バルキシメトにあるスタジアム。主に野球に使用されており、リーガ・ベネソラーナ・デ・ベイスボル・プロフェシオナルのカルデナーレス・デ・ララが1968年から本拠地にしている。収容人数は20,450人。スタジアム名は、1942年にカルデナーレスを創設したドン・アントニオ・エレーラ・グティエレスから。